# Chrášťovice (Mladotice)
Chrášťovice jsou vesnice, část obce Mladotice v severní části okresu Plzeň-sever v Plzeňském kraji. Leží osm a půl kilometrů severovýchodně od Manětína. Katastrální území Chrášťovice u Mladotic měří 422,67 ha.

## Historie

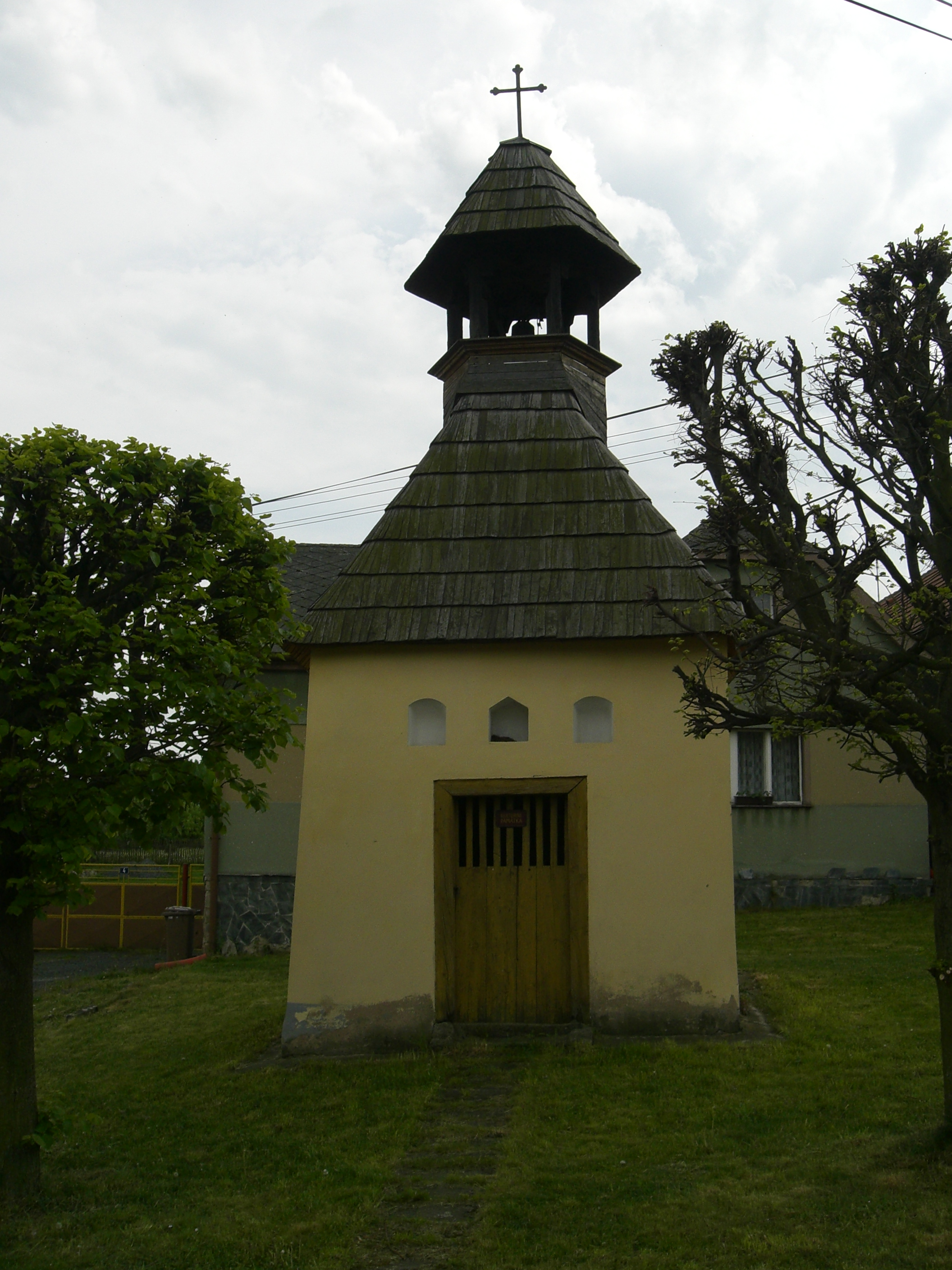
Kaple

Ves je poprvé uváděna v potvrzení majetku plaského kláštera papežem Inocencem IV. z roku 1250, ale vysazena byla právem zákupním až roku 1346 plaským opatem Gotfrýdem. Za husitských válek byly Chrášťovice v držení drobné šlechty. Gotfrýd ze Žebnice a z Loman půjčil plaským cisterciákům peníze a jako zástavu obdržel roku 1480 plaské vsi Chrášťovice s mlýnem a polovinu Potvorova – sedm poddanských dvorů, krčmu, les a horu (tedy lom). Jeho syn se roku 1506 psal Jan ze Žebnice a v Chrášťovicích a po smrti jeho syna Kašpara Bernáška ze Žebnice, postoupila jeho vdova Anna ze Žebnice (rozená z Vitenfelsu), Chrášťovice s dílem Potvorova své dceři Dorotě z Perštejna, rozené ze Žebnice. Její dcera Anna se vdala za Bohosuda Koce z Dobrše a jejich syn Václav mladší Koc z Dobrše roku 1596 podědil Chrášťovice a díl Potvorova. Roku 1607 obě vsi prodal Jáchymu Libštejnskému z Kolovrat na Rabštejně a Chrášťovice se staly součástí rabštejnského panství.
Libštejnský přišel o třetinu majetku v pobělohorských konfiskacích. V průběhu třicetileté války byly v Chrášťovicích vypáleny tři statky, k roku 1654 bylo ve vsi dvanáct statků (dva z nich byly pusté) a vypáleny mlýn pod vsí.
Od roku 1621 celé rabštejnské panství střídalo řadu majitelů. Do roku 1634 patřily Chrášťovice Kolovratům, po 4 roky je spravoval panovník a od roku 1638 do roku 1644 patřily do majetku Leonard Helfried z Meggau. V letech 1665–1714 patřily Starhemberkům a od roku 1714 až do zániku patrimoniální správy byly Chrášťovice v držení Lažanských z Bukové.
Do Strážiště ostatně již dříve náležely farou a školou.
V roce 1902 postihl ves velký požár, kterému padly za oběť tři čtvrtiny domů. Obnova změnila charakter vsi, když dřevěné usedlosti nahradily zděné stavby. Na polích první světové války zahynulo 9 místních, na následky později další dva. V roce 1936 jim byl na návsi postaven pomník. Ve třicátých letech měla ves 37 domů, v nichž žilo 183 obyvatel.
Po druhé světové válce se ves dočkala elektrifikace, v letech 1946–1950 byla zbudována kanalizace, později byla osvětlena náves a zřízena veřejná telefonní stanice.

## Přírodní poměry
Chrášťovice sousedí na severovýchodě s Odlezly, na jihu s Mladoticemi, na jihozápadě se Strážištěm a na západě s Velkou Černou Hatí. Z Chrášťovic lze dojít k jižnímu okraji Odlezelského jezera s vodopády.

## Obyvatelstvo
Při sčítání lidu v roce 1921 zde žilo 188 obyvatel (z toho devadesát mužů), z nichž bylo 187 Čechoslováků a jeden cizinec. Čtyři z nich patřili k církvi československé, jeden k nezjišťovaným církvím, tři lidé byli bez vyznání a ostatní se hlásili k římskokatolické církvi. Podle sčítání lidu z roku 1930 měla vesnice 181 obyvatel: 179 Čechoslováků a dva Němce. Kromě osmi příslušníků církve československé a sedmi lidí bez vyznání byli římskými katolíky.
| Rok            | 1869 | 1880 | 1890 | 1900 | 1910 | 1921 | 1930 | 1950 | 1961 | 1970 | 1980 | 1991 | 2001 | 2011 | 2021 |
| -------------- | ---- | ---- | ---- | ---- | ---- | ---- | ---- | ---- | ---- | ---- | ---- | ---- | ---- | ---- | ---- |
| Počet obyvatel | 228  | 220  | 214  | 179  | 180  | 188  | 181  | 120  | 124  | 107  | 113  | 87   | 82   | 76   | 87   |
| Počet domů     | 28   | 30   | 31   | 30   | 31   | 31   | 34   | 35   | 35   | 28   | 31   | 32   | 33   | 22   | 39   |

## Obecní správa
Po zrušení patrimoniální správy spadaly Chrášťovice v letech 1850–1902 pod obec Strážiště v soudním okrese Manětín a politickém okrese Kralovice. Po roce 1902 byla ves samostatnou obcí v kralovickém politickém okrese. V roce 1950 už Chrášťovice patřily do okresu Plasy. Od roku 1960 jsou Chrášťovice částí obce Mladotice v okrese Plzeň-sever.

### Starostové
Starosty obce byli:
- Josef Frank (1902–1905)
- Václav Janský (1905 – asi 1908)
- Rudolf Scherbaum (asi 1909 – 1911)
- Václav Mikuta (1911–1919)
- Jaroslav Mikuta (1919–1931)
- František Hlous (1931–1935)
- Anton Bišof (1935–1939)
- Bohumil Balous (1939–1945)

## Hospodářství
V roce 1858 je poprvé zmiňována těžba černého uhlí, k roku 1890 je uváděn nad vsí ve směru na Velkou Černou Hať důl Josef se čtyřmi dělníky. Roku 1921 byl otevřen další důl na černé uhlí: Barbora.[zdroj⁠?!] Důlní pole se skládalo ze dvou jednoduchých měr a dobývalo se ze sloje o mocnosti jeden až 1,2 metru. Později byl otevřen důl Karel. Těžba v něm zaznamenala největší rozkvět v průběhu druhé světové války.[zdroj⁠?!] V roce 1945 byl důl převodem na státní podnik Západočeské uhelné doly zestátněn a uzavřen.
Ve třicátých letech většina obyvatel pracovala v zemědělství, ale nechyběla zde ani řemesla a služby: kovář, kolář, krejčí, truhlář, zedník, dva hostinští, obchodník a trafikant. V roce 1955 vzniklo místní jednotné zemědělské družstvo, které obdělávalo i část státní půdy, kterou později převzaly Československé státní lesy a statky.

## Pamětihodnosti
- Kaple Panny Marie
- V Chrášťovicích lze dodnes najít šachtičky upomínající těžbu uhlí. U cesty k Odlezelskému jezeru se nachází studánka a stojí Spálený mlýn.